# Kulti
Kulti est une ville indienne située dans le Bengale-Occidental ayant en 2011 une population de 290 057 habitants.

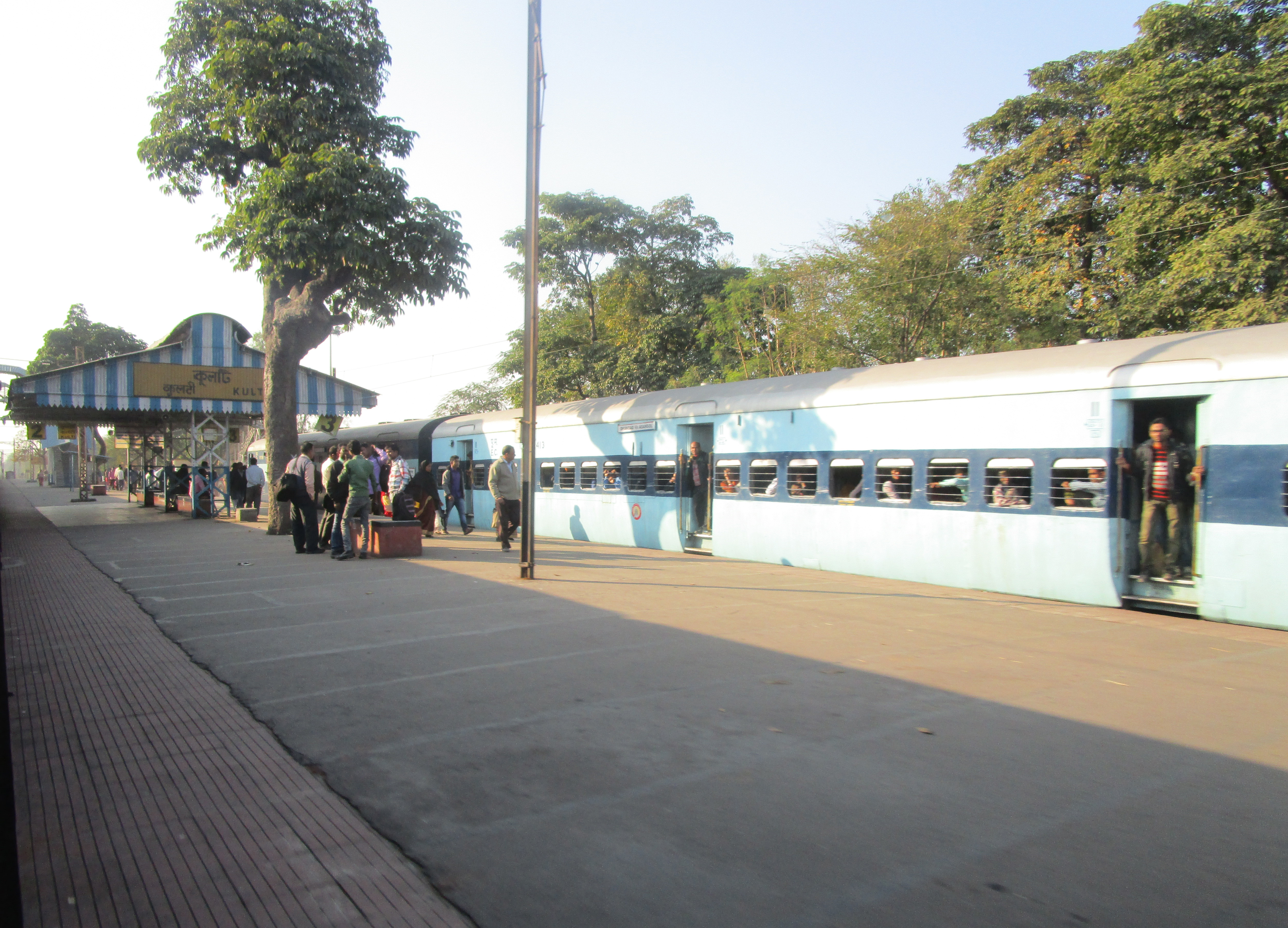
Gare de Kulti à Asansol